# Рачунарска нумерички управљана машина
Рачунарска нумерички управљана машина (РНУ машина) је савремени вид нумерички управљане машине алатке (НУМА), (енгл. computerized numerical control machine, CNC machine), је врста обрадне машине која све операције реализује према унетом алфанумеричком код-у преко рачунарске управљачке јединице која директно управља радом машине.
Упутства за рад машине су унесена у нумеричком облику на оптички (компакт-диск, двд диск), магнетски (хард диск, дискета), флеш (усб диск) или папирни (бушена трака, картица) медијум. Упутства укључују дефиниције варијабли као што су позиција, брзина, смјер и брзина операција. Програм унесен у рачунар РНУ машине садржи све инструкције потребне за обликовање одређеног објекта. РНУ машине могу да врше сљедеће операције: бушење, сјечење, глодање, ударање, пилање, окретање, намотавање, плетење, савијање, забијање заковица, заваривање, и друге.
CNC машина је моторизовани маневарски алат и често моторизована маневарска платформа, које се контролишу помоћу рачунара, према специфичним инструкцијама за унос. Инструкције се достављају CNC машини у облику секвенцијалног програма инструкција за управљање машином као што су Г-код и М-код, а затим се извршавају. Програм може да напише особа или га, много чешће, генерише софтвер за графичко пројектовање помоћу рачунара (CAD) или компјутерски подржану производњу (CAM). У случају 3Д штампача, део који треба да се одштампа „сече“ пре него што се генеришу упутства (или програм). 3Д штампачи такође користе Г-код.

## Предности
Главне предности РНУ машина пред традиционалним машинама су: аутоматска операција и прилагодљивост.
Аутоматска операција значи да је човјек непотребан при раду, што убрзава рад, чини производ јефтинијим, и омогућује рад са опасним материјама и у условима непогодним за човјека.
Прилагодљивост је од великог значаја ако ће се једна иста машина користити за производњу разних дијелова. Тада је једноставним мијењањем програма могуће постићи израду дијелова потпуно различитих димензија и облика. Друга предност је то што прецизни нацрти нису нужно потребни — све што треба је скуп инструкција за машину. Процес је тада потпуно дефинисан математички.

## Процес припреме
Процес почиње са дефиницијом објекта за израду - математичка дефиниција или технички цртеж на рачунару. РНУ програмер користи мат. дефиницију да одреди редослијед операција потребних да се произведе објект или изведе процес. Програмер исто утврђује алат који ће се користити, брзине рада, и користи посебни програмски језик да припреми симболички програм.

## Г-код и М-код
Г-код (G-code) се најчешће користи за контролу обрадних операција машине. То је скуп функција које врше помјерање алата и-или објекта, промјену брзине, и бушење-глодање-варење или друге операције, већ у зависности од машине. Није потпуно стандардизован, већ сваки произвођач обично додаје неке команде специфичне за своје производе. О томе треба водити рачуна при кориштењу програма с једне машине на другој.
Стандард који се углавном прати у САД је RS274D, а у Европи често DIN 66025 или ISO 6983.
Примјер Г-кода, који ствара цилиндрични објект дужине једног инча, на РНУ токарској машини. Са N су означене линије програма, а повремене M команде служе за контролу саме машине.
М-кодови контролишу читаву машину, и функције као старт, стоп, укључивање течности за хлађење и тако даље.
| Линија | Код | Опис |
| ------ | --- | --- |
|        |     | Укључи посматрање |
|        |     | Одмакни нож од објекта, на позицију                                                                                                |
|        |     | Подеси највећу брзину вртења |
|        |     | Опциони стоп |
|        |     | Изабери алат #3, користи координате алата са линије 3 програмске табеле, позиционирај носач алата да изабере нови нож              |
|        |     | Промјењива брзина резања 854 стопе у минути, висока брзина вртења, почни са ротацијом удесно, почни са сипањем течности за хлађење |
|        |     | Позиционирај нож на тачку 1.1 инч од почетка објекта и 0.05 инча од стране                                                         |
|        |     | Настави хоризонтално док нож није 1 инч од линије датума                                                                           |
|        |     | Настави док нож није у средини |
|        |     | Брзо помјерање на 1.1 инча од почетка објекта                                                                                      |
|        |     | Настави помјерање све док нож није на крају завршене спољашње димензије                                                            |
|        |     | Помјери хоризонтално док објект није доведен до 1 инч дијаметра до датум линије                                                    |
|        |     | Заустави ротацију, прекини прскање течности за хлађење                                                                             |
|        |     | Иди на почетну X позицију, затим на почетне позиције осталих оса                                                                   |
|        |     | Искључи праћење оптерећења |
|        |     | Заустави програм, промјени објект ако треба, иди на почетак                                                                        |

## Друге методе програмирања
Због непотпуне стандардизације Г-кодова, постоји и низ других начина за управљање РНУ машинама. Постоји Гербер формат фајлова (чест за израду штампаних плочица), STEP-NC, и низ других.
Такође, могуће је и управљање машином и преко обичних програмских језика. У том случају, контрола се може вршити директно рачунаром (нпр. паралелни порт) или преко микроконтролера повезаних на USB или серијски порт. Ове методе су врло популарне за аматерске РНУ машине. Програмски језици укључују C, Basic, Python, Visual Basic и друге.

## Рад РНУ машине
Постоје разне врсте машина које се разликују по многим параметрима. Ипак, код већине се захтијева прецизно позиционирање алата или објекта који се обрађује, често је прецизност реда десетине или стотине делова милиметра.

### Корачни моториисервомотори
Да би се овако прецизно позиционирање могло извести, потребна је повратна спрега или веза. Мотори за покретање су стога или сервомотори или корачни мотори, са којима је могуће прецизно позиционирање на жељени угао ротора у односу на статор. Даље повећање прецизности (и обртног момента) се постиже кориштењем зупчаничког преноса или осовине са прецизним навојима коју покреће мотор. Осовина са навојима може да покреће посебну матицу која је учвршћена за алат (или објект) и с тиме се постиже врло фино позиционирање.
Код корачних мотора треба пазити на то да нису преоптерећени, јер прескакањем корака долази до губитка прецизности, а да рачунар није тога свјестан (нема повратне везе).

### Контрола корачног мотора
За корачне моторе, доводи се пулс за сваки жељени инкремент позиције. Ако је жељени помак 1 mm, а зна се да са сваким кораком мотора имамо помјерање од 0.0635 mm (0.0635 mm по кораку), потребно је извести 1/0.0635 корака, или 15.75. Како је могуће имати само цијели број корака, можемо имати помак од 9.525 (15 корака) или од 10.16 mm (16 корака).
Разлика жељене и стварне позиције је грешка позиционирања. Даде се смањити са погодном конструкцијом механичког преноса, одабиром другачијег мотора, и компензацијом у софтверу.
Корачни мотор мора имати посебан електронски склоп који ће слати струју у завојнице мотора по редослиједу. При већим брзинама рада, корисно је додати спољни отпорник у серију са завојницом и повисити радни напон. Ово повећава Омске губитке, али повећава највећу брзину рада јер временска константа L/R постаје мања. С тим се добија брже прекопчавање струје.

### Контрола алата
Алат којим РНУ машина управља је врло разнолик. То могу бити бушилице, глодалице, заваривачи и тако даље.
Већина професионалних уређаја има главу са више алата (на примјер неколико врста сврдала) и машина може сама да мијења сврдла, већ по радној потреби, у току рада.
У аматерским градњама, често се користе једноставни ручни алати, који се учврсте за радну главу (или су непокретни а објект се помјера) и активирају се путем релеја. Нарочито је популарна Дремел универзална алатка.

## Историја
Иако је развој нумеричког управљања алатних машина везан за многа инжењерска открића почевши од конструирања глодалице са навојним вретеном, примене бушене траке за аутоматизацију рада ткалачких машина, развој сервомотора, развој машина с могућношћу понављања обраде поступком копирања, развој координатних бушилица и другог, у литератури се наводи да је основе нумеричког управљања поставио 1947. Џон Т. Парсонс (1913. – 2007). Употребом бушене траке управљао је позицијом алата при изради лопатица хеликоптерског пропелера. Године 1949. Америчка војска склопила је уговор са универзитетом МИТ за развој програмиране глодалице. Троосна глодалица Cincinati Hydrotel представљена је 1952. године, а имала је електромеханичко управљање (управљачка јединица) и користила је бушену траку. Исте године почиње се користити назив нумеричко управљање (NC). Тадашња управљачка јединица је била већа од саме машине.
У цивилној индустрији нумеричко управљање започиње током 1960-тих година, а широка примена у облику рачунарског нумеричког управљања (CNC) почиње 1972. године, односно десетак година касније развојем микропроцесора. Године 1968. израђен је први обрадни центар (Kearney & Tracker). То је значило велики развојни искорак у нумеричком управљању алатних машина, јер микропроцесор уграђен у управљачку јединицу преузима читав низ посебних задатака као што су виша ниво интерполације, исправка (корекција) геометријских одступања и тако даље. Развој нумерички управљаних алатних машина посебно је снажан у задњих двадесетак година захваљујући брзом развоју микроелектронике. У односу на класичне (конвенционалне) алатне машине значајна је промена била увођење засебних истосмерних мотора (сервомотора) за погон главног вретена и посмака (супорта).
Аутоматизација алатних машина започела је заправо врло рано, и то углавном у управљању брзином резања, посмаком и измењивањем различитих врста алата. У почетку су решења била механичка, али након 1950. године, посебно од 1960, развијале су се такозвани NC алатни машине (енгл. Numerical Control), то јест нумерички управљане машине, дакле управљане бушеним тракама, картицама или магнетским врпцама, које према утврђеном коду активирају систем релеја и сервомеханизама, тако да су поједини делови процеса аутоматизовани. Међутим, те су машине биле слабије прилагодљивости (флексибилности). Од 1970. у управљању алатним машинама употребљавају се минирачунари или микрорачунари. То су такозване CNC алатне машине (енгл. Computer Numerical Control). Те се машине могу врло лако прилагодити за различите радње једноставнијом променом програма. Управљачки је део једноставнији, јефтинији, одржавање је лакше те је израда тачнији и економски исплативија. Састав DNC (енгл. Direct Numerical Control) обухвата неколико спрегнутих CNC алатних машина, вођених већим средишњим рачунаром. Савремене CNC алатне машине имају адаптивно управљање (повратну везу), којим се штите машина и алат од могућег оштећења и постиже већа производност. Тако се, на пример, обртни момент главне осовине (вратила) посебним сервоуређајем одржава унутар заданих величина (параметара).

### Разлике између класичних и CNC алатних машина
Разлике између класичних и ЦCNC алатних стројева су следеће:
- Погон машина – код класичних машина ради се о заједничком погону, то јест један електромотор погони и главно вретено и остала кретања радног стола, док код CNC машина постоји један главни електромотор (обично асинхрони електромотор) за погон главног вретена, а кретање по осама стварају посебни једносмерни мотори (3 сервомотора).
- Управљање машином – изводи се код класичних машина ручно или машински преко ручице за управљање док CNC машине имају управљачку јединицу (тастатуру и заслон) и раде аутоматски преко рачунарског програма.
- Мерни систем машине – састоји се од скале с нониусом (класична машина) или прецизнијег линеарног система меерења (CNC машина).
- Помак радног стола – остварује се трапезним навојним вретеном (класична машина) или кугличним навојним вретеном (CNC машина).[4]